# Flughafen Tallinn-Lennart Meri

i7
i11
i13
Der Flughafen Tallinn-Lennart Meri (estnisch Lennart Meri Tallinna Lennujaam, auch Tallinn-Ülemiste, IATA-Code: TLL, ICAO-Code: EETN) ist der internationale Flughafen der estnischen Hauptstadt Tallinn. Er liegt ca. 4 km südöstlich vom Stadtzentrum entfernt. Der Flughafen wird sowohl von Billigfluggesellschaften als auch von größeren Fluggesellschaften angeflogen. Er hat fünf Rollbahnen und eine Start- und Landebahn mit einer Länge von 3480 und einer Breite von 45 Metern, die somit groß genug für Großraumflugzeuge ist. Das Passagierterminal hat 17 Flugsteige.

## Geschichte

### Eröffnung und erste Jahre
Der Flughafen wurde zwischen 1932 und 1936 erbaut. Am 20. September 1936 wurde er offiziell eröffnet, die ersten Flugzeuge landeten aber vorher schon auf dem Gelände.

### Sowjetische Periode

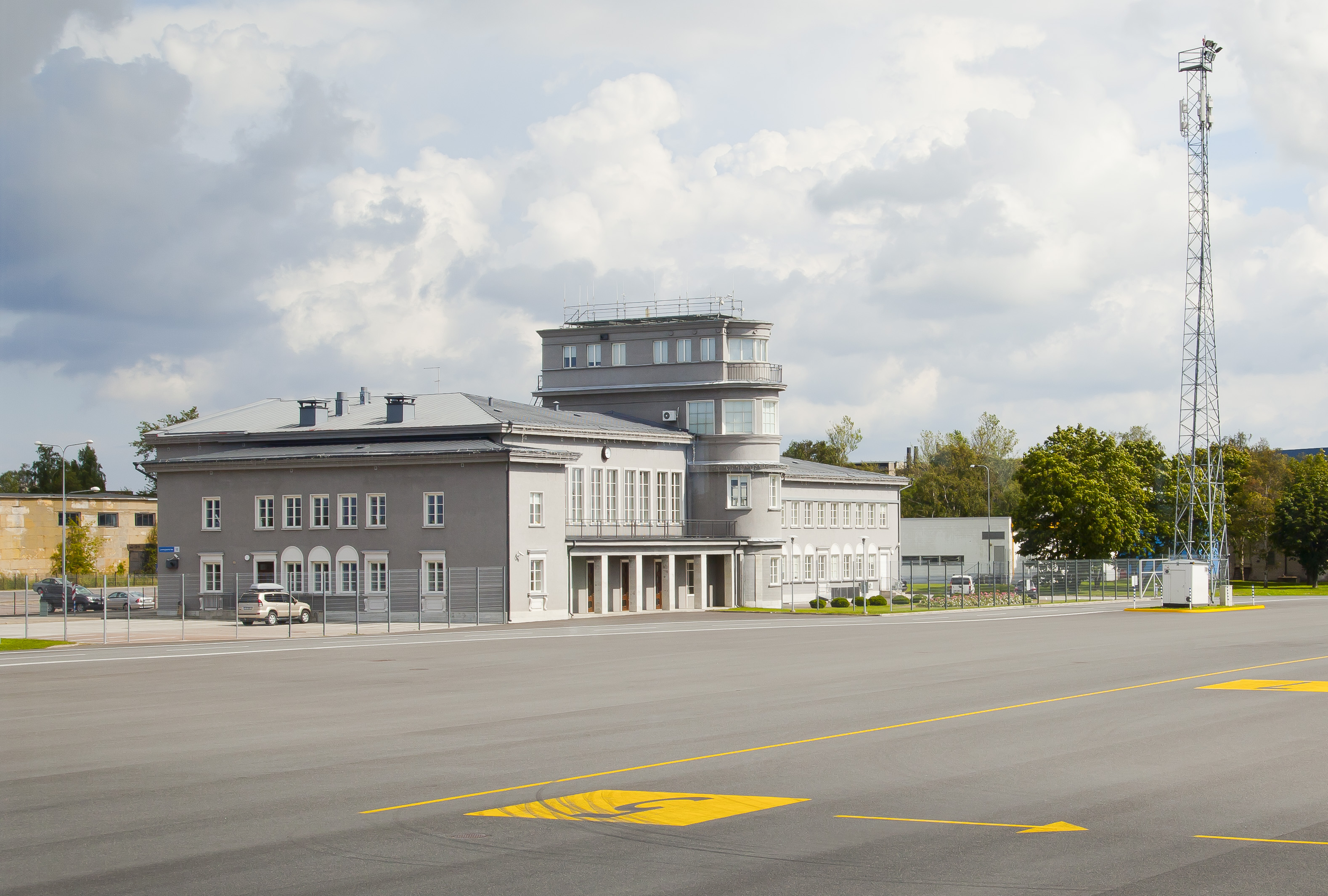
Das alte Terminal wurde von 1954 bis 1980 benutzt

Zwischen 1945 und 1989 war Aeroflot die einzige Fluggesellschaft, die den Flughafen anflog.
Ende der 1970er Jahre wurde ein neues Terminal gebaut und die Landepiste verlängert. Als erste ausländische Fluggesellschaft landete SAS 1989 in Tallinn.

### Moderne Entwicklung

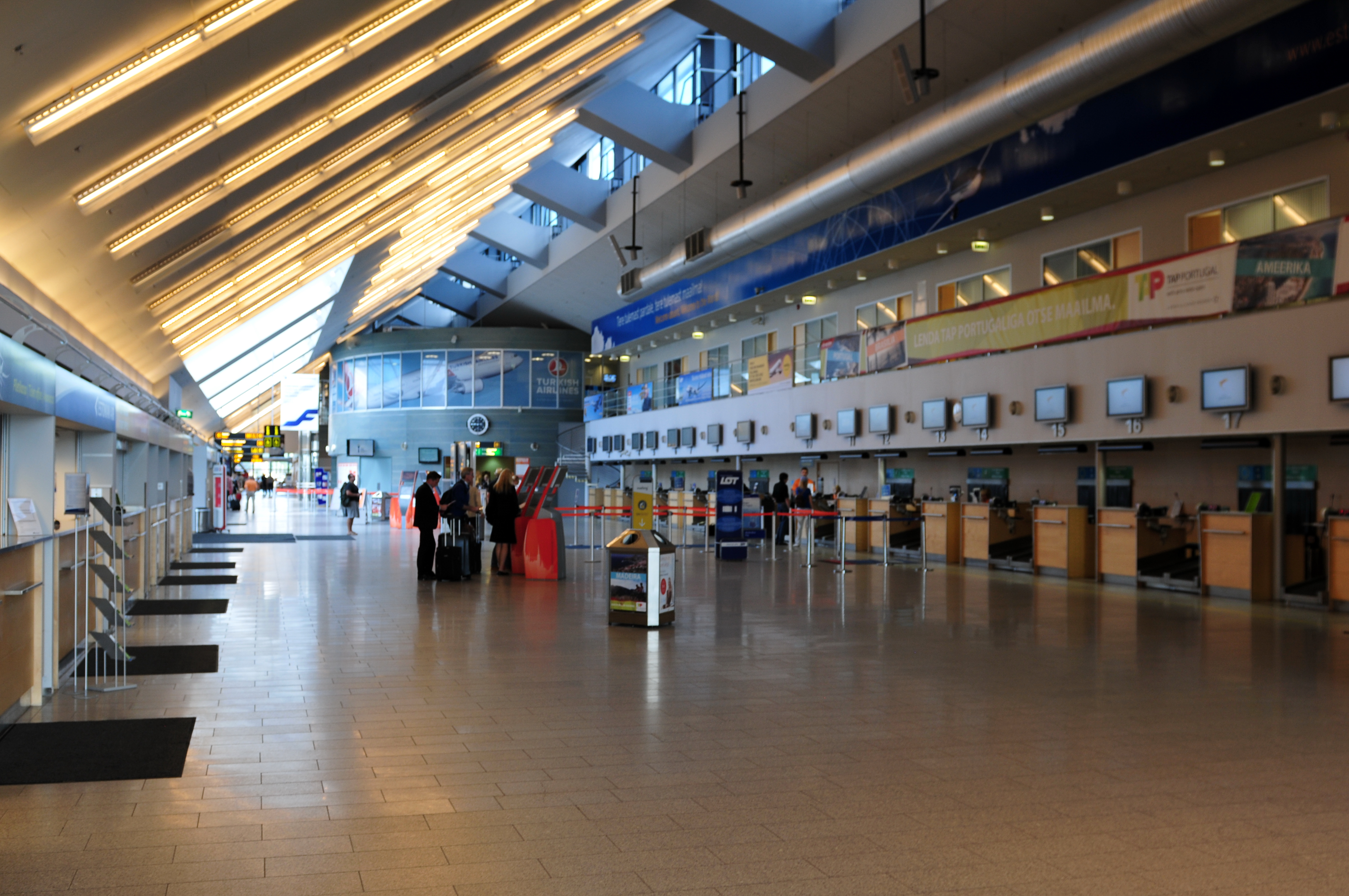
Modernes Terminal

1999 wurde das Terminal erneuert. 2008 wurde nach großangelegtem Umbau die Erweiterung des Flughafengebäudes eingeweiht. In der Folge wurden die Start- und Landegebühren erhöht; nachdem sich daraufhin aber einzelne Carrier zurückzogen, wurden die Gebühren Ende 2010 wieder gesenkt.

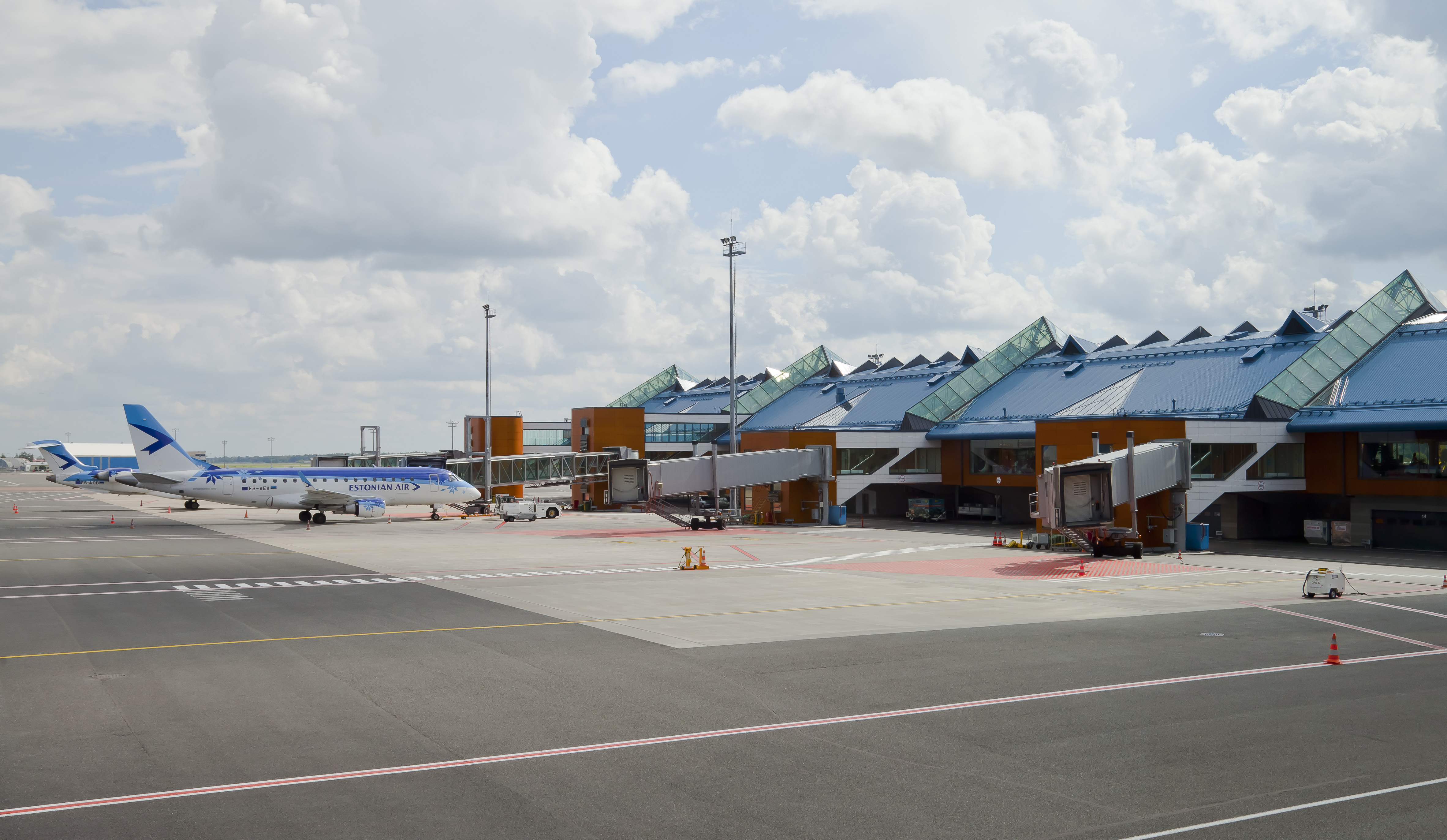
Das Terminal nach der Erweiterung (August 2012)

Am 29. März 2009 wurde der Flughafen nach dem ersten demokratischen Staatspräsidenten Estlands nach der erneuten Unabhängigkeit, Lennart Meri, benannt.

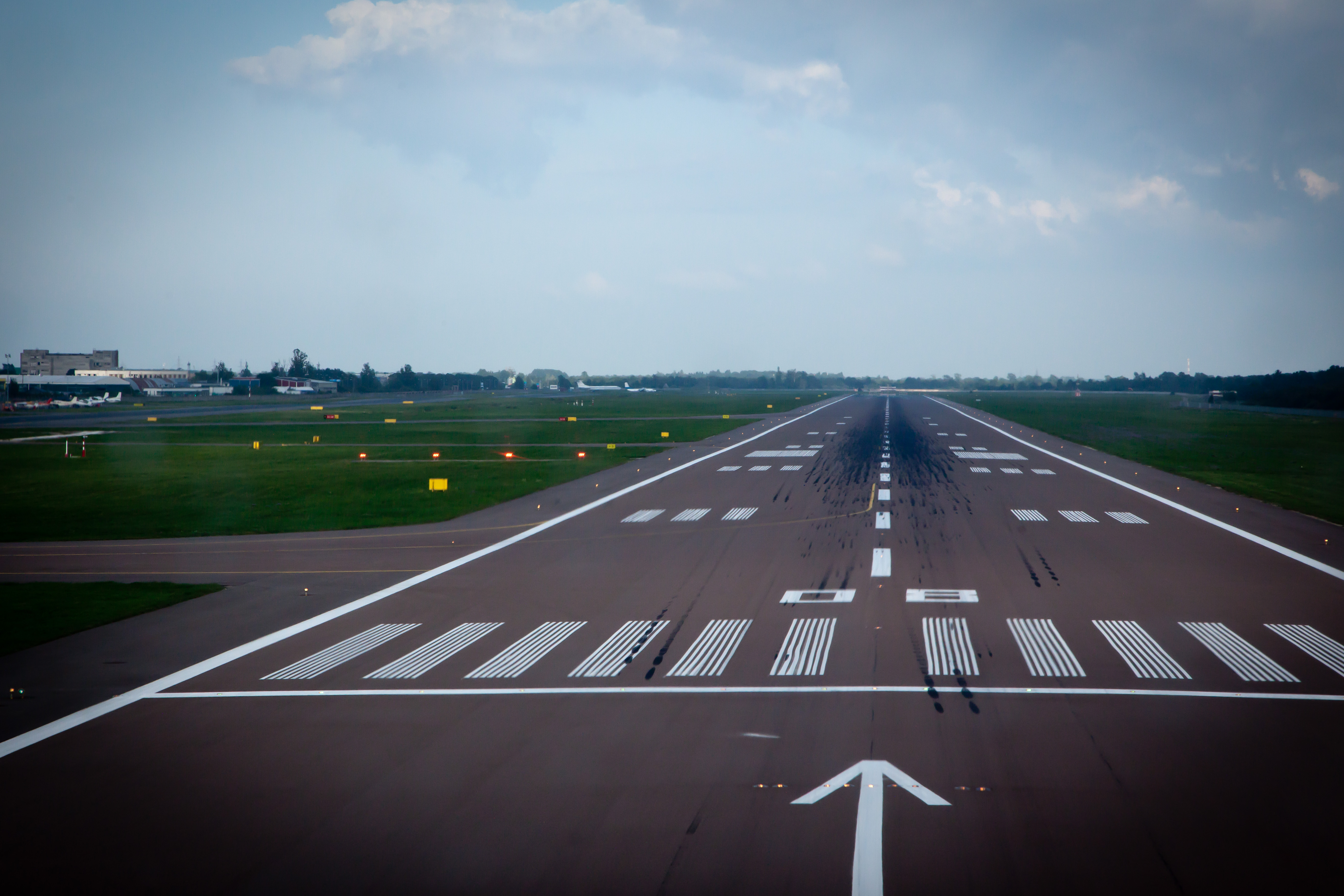
Start- und Landebahn 08/26 des Flughafens Tallinn

## Terminals
Es gibt ein Passagierterminal und vier Luftfrachtterminals im Flughafen. Weil die aktuelle Terminalkapazität von 2,5 Millionen Passagieren pro Jahr beinahe erreicht ist und das Passagieraufkommen stark wächst (+38,2 % im Jahr 2011), wird ein neues Terminal für Billigfluggesellschaften gebaut.

### Terminalgebäude

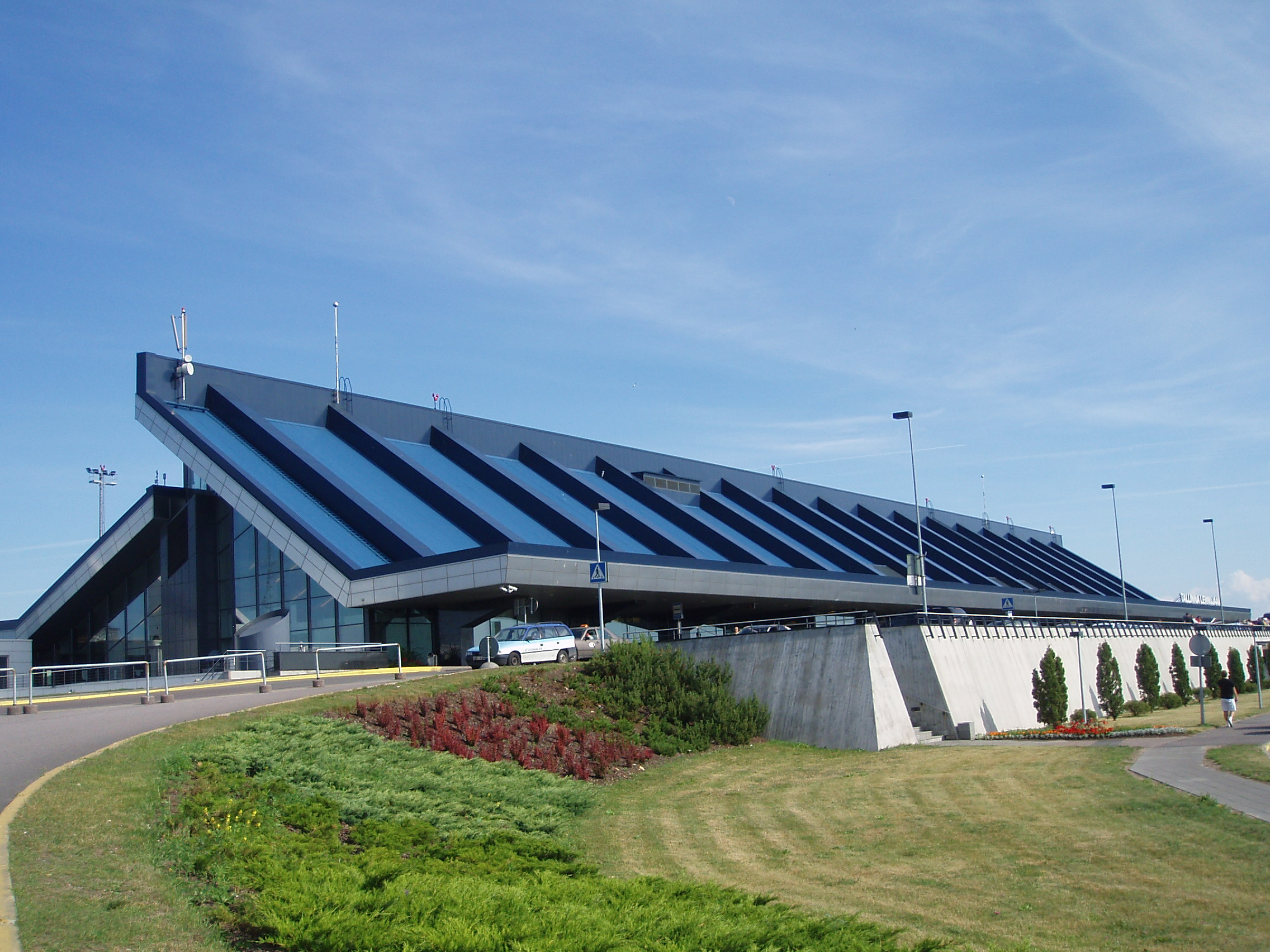
Das Terminalgebäude im Jahr 2006

Das Estonian EXPO Center, eine ganzjährige Dauerausstellung, befindet sich neben dem Ausgang 3. Die Ausstellung dient als ein Marketing-Gelände, wo Werbevertreter die teilnehmenden Unternehmen vorstellen und helfen, Kooperationspartner in bestimmten Geschäftsfeldern zu finden. Die Ausstellung wurde am 22. Juli 2010 eröffnet. Viru Keemia Grupp hat am 9. Januar 2013 am Ausgang 4 eine weitere Ausstellung eröffnet, die die Geschichte und Entwicklung der estnischen Ölschieferindustrie thematisiert.

#### Ausstattung
Zur Ausstattung gehören Postamt, Telefondienste, Skype-Telefonzelle, kostenlose Internet-Kioske, kostenloser WLAN-Zugang, Gepäckaufbewahrung, Kleideraufbewahrung und Gepäckversiegelung. Restaurants, Cafés, Duty-Free-Shop, Reisebüros, Wechselstuben, Geldautomaten und Porter-Service stehen auch zur Verfügung.
Es gibt drei Bushaltestellen am Terminal, die sich auf der Ebene 0 vor dem Ankunftsbereich befinden.
Sowohl Fluggäste der Business Class, als auch Priority Pass Mitglieder, Airport Angel Mitglieder (inklusive Diners Club Mitglieder) und Dragon Pass Mitglieder haben Zugang zur Business Lounge, die sich in einem geschlossenen Bereich des Passagierterminals befindet.
Ein zusätzlicher Tallinn Airport GH Check-in-Automat befindet sich im Radisson Blu Hotel Tallinn. Reisende können direkt von der Hotel-Lobby aus online einchecken und ihre Bordkarten ausdrucken. Das System erlaubt es, ab 24 Stunden vor Abflug einzuchecken und den gewünschten Sitzplatz auszuwählen.

### Punkt-zu-Punkt Terminal (Terminal 2)
Am 12. April 2012 hat die Flughafenleitung bekannt gegeben, dass im nächsten Jahr ein neues Terminal mit fünf Ausgängen für Billigfluggesellschaften gebaut wird, das auch leicht verkleiner- oder erweiterbar sein wird. Das neue Terminal ist für Billigfluggesellschaften wie Ryanair, Easyjet und Norwegian bestimmt, die niedrigere Gebühren bezahlen möchten und Flughafendienste nicht in vollem Umfang in Anspruch nehmen.
Das neue Terminal wird eine Abfertigungskapazität von 1 Million Passagieren pro Jahr haben. Die frei werdende Kapazität am alten Terminalgebäude wird dann dem nationalen Flag Carrier Estonian Air und traditionellen Fluggesellschaften wie Lufthansa, SAS, LOT und Finnair zur Verfügung stehen.
Die Fluggesellschaft Estonian Air ist seit dem Jahr 2015 insolvent.

### Luftfracht
Der Flughafen Tallinn hat 4 Luftfrachtterminals mit insgesamt 11.600 m² Lagerfläche. Cargo 2 wird von TNT Express Worldwide betrieben. Zu anderen Logistikunternehmen zählen auch DHL, UPS und FedEx.

## Ziele
Bis zu ihrer Betriebseinstellung im Jahr 2015 betrieb Estonian Air gemeinsam mit ihrer Tochter Estonian Air Regional auf dem Flughafen Tallinn eine Basis und flog verschiedene europäische und regionale Ziele an. In ihrer Funktion als nationale Fluggesellschaft Estlands wurde sie von Nordica ersetzt, die am Flughafen eine Basis betreibt.
Die beliebtesten Linienflugziele waren 2008 Helsinki, London, Kopenhagen und Oslo, die meisten Charterpassagiere wurden von und nach Ägypten, Türkei, Spanien und Griechenland abgefertigt.
Ziele im deutschsprachigen Raum sind u. a. Berlin, Frankfurt am Main, München, Nürnberg, Wien und Zürich.

## Basisdaten
Die Anzahl der Passagiere betrug 1,81 Mio. im Jahre 2008, 1,54 Mio. im Jahr 2006, im Jahr 2005 zählte man 1,4 Mio. Passagiere, 83 % im Linienflug und 17 % im Charterflug (2008). 2008 erfolgten 41.654 Starts und Landungen (+ 7 % zum Vorjahr) und es wurden 41.866 Tonnen Luftfracht abgefertigt.

## Trivia
Präsident Lennart Meri veranstaltete 1995 nach der Rückkehr von einer Auslandsreise zusammen mit dem damaligen Außenminister Riivo Sinijärv eine improvisierte Pressekonferenz auf der Flughafentoilette, um auf den miserablen baulichen und hygienischen Zustand hinzuweisen.
Der Flughafen bietet allen Reisenden freien Internetzugang via WLAN.

## Luftverkehrsdienstleistungen

### Abfertigung

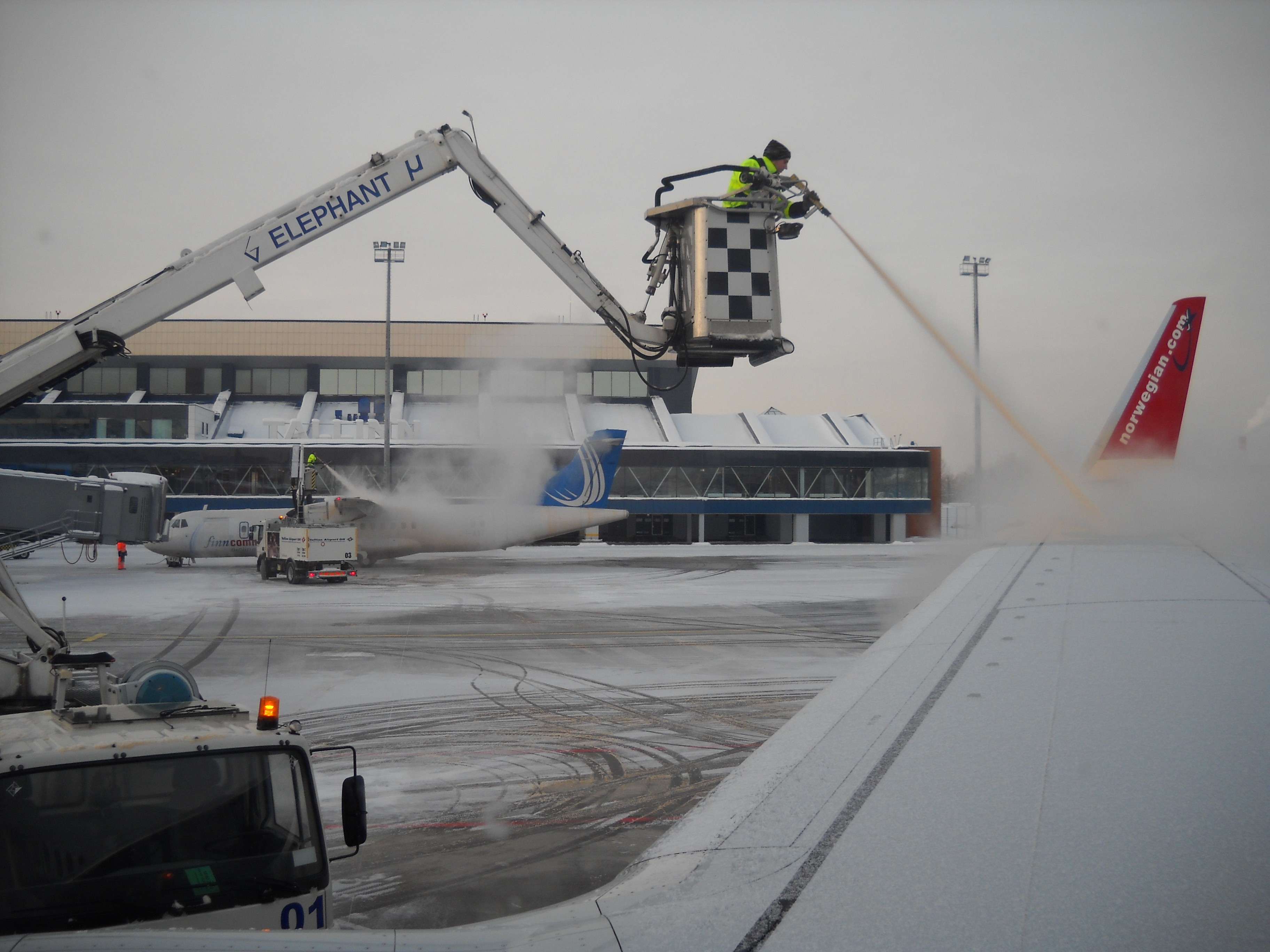
Eine Boeing 737-800 der Norwegian bei der Enteisung am Flughafen Tallinn

Tallinn Airport GH ist im Bereich der Abfertigung am Flughafen tätig. Im Jahr 2010 hat Finnair Tallinn Airport GH als das pünktlichste Abfertigungsunternehmen in Europa und das drittbeste der Welt bezeichnet.

### Luftfahrzeug-Instandhaltung
Auf dem Flughafengelände ist u. a. der MRO-Betrieb Magnetic MRO (früher: Air Maintenance Estonia (AME)) angesiedelt. Das Unternehmen hat am 6. September 2012 eine 5000 m² große stützenfreie Flugzeugwartungshalle vom Flughafenbetreiber übernommen, welche für eine Instandhaltung von Schmalrumpfflugzeugen wie den A320 oder die Boeing 737 geeignet ist. Insgesamt hat AME drei Linien für Base Maintenance und zwei zusätzliche Linien für Inspektion und leichte Modifikationen. Mit der Inbetriebnahme der neuen Halle wird die maximale jährliche Wartungskapazität von bisher 24 auf bis zu 72 Flugzeuge gesteigert. Laut AME soll die neue Halle eine geplante Verdoppelung seiner Mitarbeiter erlauben.

## Verkehrszahlen

### Entwicklung der Verkehrszahlen
Seit dem Jahr 1998 steigt das Passagieraufkommen durchschnittlich um 14,2 % pro Jahr. Am 16. November 2012 überstieg das gewerbliche Passagieraufkommen auf Zwölfmonatsbasis zum ersten Mal die 2 Millionenmarke und 2018, 3 Millionen Fluggäste. Die Passagierzahlen stellen die internationalen Flüge und den Inlandsverkehr dar; der Anteil von Inlandsflügen gegenüber internationalen Flügen ist geringfügig.
| Betriebsjahr | Fluggastaufkommen | Flugbewegungen | Luftfracht [t] |
| ------------ | ----------------- | -------------- | -------------- |
| 1998         | 564.512           | 24.951         | 5.992          |
| 1999         | 551.996           | 23.594         | 5.325          |
| 2000         | 559.800           | 23.358         | 4.689          |
| 2001         | 573.758           | 23.633         | 4.543          |
| 2002         | 606.348           | 26.226         | 4.292          |
| 2003         | 716.204           | 25.294         | 5.076          |
| 2004         | 997.680           | 28.149         | 5.238          |
| 2005         | 1.402.538         | 33.610         | 9.936          |
| 2006         | 1.542.937         | 33.989         | 10.361         |
| 2007         | 1.729.576         | 38.844         | 22.764         |
| 2008         | 1.812.791         | 41.654         | 41.867         |
| 2009         | 1.346.236         | 32.572         | 21.001         |
| 2010         | 1.384.831         | 33.587         | 11.960         |
| 2011         | 1.913.172         | 40.298         | 18.371         |
| 2012         | 2.206.791         | 48.531         | 23.921         |
| 2013         | 1.958.801         | 37.856         | 20.941         |
| 2014         | 2.017.371         | 37.791         | 19.860         |
| 2015         | 2.166.820         | 41.513         | 16.156         |
| 2016         | 2.221.615         | 40.938         | 13.940         |
| 2017         | 2.648.361         | 45.325         | 11.345         |
| 2018         | 3.007.644         | 48.568         | 11.518         |
| 2019         | 3.267.910         | 47.867         | 10.916         |
| 2020         | 863.589           | 22.962         | 9.190          |
| 2021         | 1.301.066         | 26.689         | 10.560         |
| 2022         | 2.747.679         | 38.028         | 11.111         |
| 2023         | 2.961.564         | 38.155         | 8.753          |
| 2024         | 3.492.114         | 42.403         | 9.910          |

### Verkehrsreichste Strecken
| Rang (2011) | Ziel             | Passagiere (2011) | Passagiere (2010) | Änderung (in %) 2010 / 11 | Passagiere (2009) | Änderung (in %) 2009 / 10 |
| ----------- | ---------------- | ----------------- | ----------------- | ------------------------- | ----------------- | ------------------------- |
| 1 (2)       | Helsinki         | 184.762           | 147.945           | + 24,9                    | 149.390           | - 1,0                     |
| 2 (1)       | Riga             | 173.768           | 150.024           | + 15,8                    | 154.742           | - 3,0                     |
| 3 (6)       | London (alle)    | 161.423           | 84.329            | + 91,4                    | 99.864            | - 15,6                    |
| 4 (4)       | Stockholm (alle) | 145.964           | 115.046           | + 26,9                    | 112.861           | + 1,9                     |
| 5 (3)       | Kopenhagen       | 133.101           | 140.997           | - 5,6                     | 142.449           | - 1,0                     |

## Verkehrsanbindung

### Bus
Es gibt drei Bushaltestellen auf der Ebene 0, die den Flughafen bedienen. Von der Haltestelle 1 fährt die Buslinie „2“ in Richtung Innenstadt ab. Die Haltestelle 2 dient zur Abfahrt und Ankunft von Fernbuslinien. Von der Haltestelle 3 fahren die Buslinie „2“ in Richtung Mõigu und die Buslinie „65“ Richtung Lasnamäe ab.

#### Nationale Fernbusse
Die Fernbuslinie „Täistunniekspress“ (deutsch: Der stündliche Express) verbindet stündlich Tallinn und Tartu. Die Fernbuslinie „158“ verbindet Tallinn und Tartu täglich einmal spätabends. Auf dem Weg nach Tartu hält der Bus auch an der Kose Straßenkreuzung, Mäo und Puhu Straßenkreuzungen. Tickets für den nationalen Fernbusverkehr können an einem Fahrkartenautomaten am Flughafen erworben, bzw. im Internet oder telefonisch gekaufte Tickets an diesem ausgedruckt werden.

### Bahn
Der dem Flughafen nächstgelegene Bahnhof Ülemiste liegt etwa 800 Meter entfernt, neben dem Einkaufszentrum Ülemiste Keskus. Der Halt wird von Regionalzügen und SPNV-Linien von Elron bedient. Die Bus-Linie „65“ und Straßenbahn Linie „4“ verbinden den Bahnhof Ülemiste mit dem Flughafen. Zudem verbindet die Straßenbahn Tallinn den Flughafen auch direkt mit dem Zentrum der Stadt.

### Straße
Der Flughafen liegt an der südöstlichen Grenze der Stadt Tallinn zum Landkreis Harjumaa. Die Europastraße  verläuft gemeinsam mit der Nationalstraße  und verbindet den Flughafen mit dem Stadtzentrum.

#### Parken
Es gibt vier Parkbereiche für Passagiere und Besucher im Flughafen. Diese verteilen sich auf drei Kurzzeit-Parkplätze und einen Langzeit-Parkplatz.

### Taxi
Drei große Taxiunternehmen bedienen den Flughafen: Tulika Takso, Tallink Takso und Tallinna Takso.

### Autovermietung
Die Mietwagenunternehmen Avis, Sixt, Europcar, Budget Rent a Car, Hertz und National haben Niederlassungen am Flughafen.

## Zwischenfälle
- Am 28. Februar 2018 kam es in einem Airbus A320-214 der estnischen SmartLynx Airlines Estonia (Luftfahrzeugkennzeichen ES-SAN) zu einem Ausfall beider Triebwerke sowie einem weitgehenden Ausfall der Flugsteuerung auf einem Trainingsflug am Flughafen Tallinn. Bei einem Touch-and-Go reagierte das Flugzeug nicht mehr auf Steuerbefehle, hob aber dennoch zunächst ab, um dann 200 Meter vor deren Ende hart auf der Landebahn aufzuschlagen. Dabei wurden beide Triebwerke schwer beschädigt; die Maschine stieg wieder steil nach oben und ließ sich nach vollständigem Ausfall der Längsneigungsregelung aller Flugsteuerungscomputer (SEC und ELAC) nur noch mittels der Trimmung der Höhenflosse steuern. Das Triebwerk 2 (rechts) begann zu brennen. Das Flugzeug stieg unkontrollierbar auf eine Höhe von 480 Metern (1590 Fuß) und ging dann in einen Sturzflug über, der erst in 180 Metern (596 Fuß) Höhe mittels der Trimmung abgefangen werden konnte. Nach Erreichen einer Höhe von 400 Metern (1300 Fuß) fiel das rechte Triebwerk komplett aus, 20 Sekunden später auch das linke, gefolgt von der normalen Stromversorgung. Es gelang den Piloten dennoch, eine Bruchlandung im Schnee links von der Landebahn durchzuführen. Alle sieben Besatzungsmitglieder, die einzigen Insassen, überlebten. Das Flugzeug wurde irreparabel beschädigt. Als Hauptursachen wurden eine „Schwäche“ in einem Teil der Flugsteuerungsprogrammierung sowie ein weiterer schwerer Fehler in der Logik der SECs (Spoiler Elevator Computer) ermittelt.[28][29]